# Deveta vrata
Deveta vrata je misteriozni triler iz leta 1999, ki ga je režiral, produciral in sonapisal Roman Polanski. Film je mednarodna koprodukcija ZDA, Portugalske, Francije in Španije, ki temelji na romanu Artura Pérez-Reverteja iz leta 1993 z naslovom The Club Dumas. Zgodba govori o overovanju redke in starodavne knjige, ki domnevno vsebuje čarobno skrivnost za priklic Hudiča. Premiera filma je potekala v španskem San Sebastiánu, 25. avgusta 1999, mesec pred 47. mednarodnim filmskim festivalom v San Sebastianu. Čeprav je bil film v Severni Ameriki kritično in poslovno neuspešen, saj so ga kritiki neugodno primerjali z nadnaravnim filmom Polanskega Rosemarijinim otrokom (1968), so Deveta vrata po vsem svetu zaslužila 58,4 milijona ameriških dolarjev v primerjavi s proračunom v višini 38 milijonov dolarjev.

## Zgodba
Dean Corso je newyorški trgovec z redkimi knjigami, ki ga najame bogati zbiratelj Boris Balkan. Balkan je dobil kopijo knjige z naslovom Devet vrat kraljestva senc, avtorja Aristida Torchia iz 17. stoletja, ki naj bi lahko priklicala Hudiča. Torchia naj bi knjigo napisal v sodelovanju s Hudičem, preživeli pa so le trije izvodi, ker so njegova ostala dela, zaradi krivoverstva, požgali. Balkan sluti, da je le eden od treh izvodov verodostojen, in želi, da Corso pregleda druga dva, da ugotovi kateri. Med potovanji Corso pride v stik s skrivnostnim dekletom, ki mu očitno sledi.
Corso se pogovori z Liano Telfer, vdovo Andrewa Telferja, ki je Devet vrat tik pred samomorom prodal Balkanu. Telfer poskuša zapeljati Corsa, da bi ji prodal knjigo, vendar je noče. Corso gre nato do prodajalca knjig, ki mu je zaupal knjigo, in ga najde v svoji trgovini obešenega kot na gravuri v Devetih vratih. Uspe mu najti knjigo in kmalu za tem odpotuje v Toledo, v Španiji, da bi govoril z brati Ceniza, restavratorji knjig, ki so bili lastniki Balkanove kopije pred Telferjem. Pokažejo mu, da je od devetih gravur knjige le šest podpisanih "A.T.", preostale tri pa "L.C.F." za Luciferja.
Corso kmalu zatem odpotuje v Sintro na Portugalskem, kjer se sreča z Victorjem Fargasom, ki je lastnik kopije Devetih vrat. Corso ugotovi, da so tri druge gravure v njegovi kopiji podpisane "L.C.F.", poleg tega pa imajo tudi malo drugačne od tistih, ki so podpisane "A.T." Corso svoje ugotovitve posreduje Balkanu in Balkan mu naroči, naj pridobi Fargasovo kopijo. Naslednji dan Ženska odpelje Corsa k Fargasu, ki je bil utopljen; Corso vzame iz kamina kopijo Devetih vrat in odrije, da so bile "L.C.F." podpisane gravure iztrgane. Corso odide v Pariz v Francijo, da razišče tretjo kopijo v lasti baronice Kessler. Pazljiva pred Corsom in ker ve, da je zaposlen pri Balkanu, ga zavrne. Corso v svoji hotelski sobi skrije Balkanovo knjigo in baronici pove o "L.C.F." gravurah in predlaga, da ima verjetno vsaka kopija tri, ki skupaj sestavljajo verodostojni komplet devetih. Fascinirana Kessler Corsu dovoli, da si ogleda njeno kopijo. Corso je napaden, baronica je zadavljena do smrti in njena knjižnica zažgana. Corso se vrne v svoj hotel in ugotovi, da je Balkanova kopija izginila.
Dekle in Corso zasledujeta Liano do dvorca, kjer satanski kult izvaja obred z Balkanovo knjigo. Balkan prekine slovesnost, vzame svojo knjigo nazaj in zadavi Liano. Corso zapusti Dekle, saj sluti da dela za Balkana, in zasleduje Balkana, vendar ga izgubi. Corso med Kesslerjevimi osebnimi predmeti najde namig, ki ga usmeri v oddaljen grad, kjer se Balkan pripravlja, da bo z devetimi "L.C.F." gravurami priklical Hudiča. Ukroti Corsa in ga prisili, da opazuje, kako izvaja ritual; očitno deluje in daje Balkanu moč in odpornost proti bolečini, kar tudi demonstrira. Vendar ritual ni uspel in Balkan začne kričati od bolečine. Corso pridobi gravure in ustreli Balkana. V svojem avtomobilu se Corso sooči z Dekletom, nakar imata seks pred gorečim gradom.
Dekle pojasni, da Balkanov ritual ni deloval, ker je bila ena od gravur ponarejena. Ko se ustavita za bencin, odide, toda Corsu pusti sporočilo, ki ga napoti k bratom Ceniza. V njuni trgovini Corso ugotovi, da sta skrivnostno izginila, a v prahu najde verodostojno gravuro; gravura prikazuje dekle, ki pred gorečim gradom jaha na zmaju podobni zveri. Corso se vrne v grad in se približa vratom, ki se mu žareče odprejo in ga sprejmejo.

## Igralska zasedba
- Johnny Depp kot Dean Corso
- Lena Olin kot Liana Telfer
- Frank Langella kot Boris Balkan
- Emmanuelle Seigner kot Ženska
- James Russo kot Bernie Ornstein
- Jack Taylor kot Victor Fargas
- Allen Garfield kot Witkin
- Barbara Jefford kot baronica Kessler
- Willy Holt kot Andrew Telfer
- Catherine Benguigui kot hotelski upravitelj
- Jacques Collard kot Gruber
- Jacques Dacqmine kot Stari Mož

## Produkcija
Roman Polanski je prebral scenarij Enriqueja Urbizuja, priredbo španskega romana El Club Dumas (The Club Dumas, 1993) avtorja Artura Pérez-Reverteja. Navdušen nad scenarijem je Polanski prebral roman, ki mu je bil všeč, ker je "videl veliko elementov, ki so se zdeli dobri za film. Zgodba je bila napeta, smešna in veliko stranskih likov je bilo izjemno filmskih". Pérez-Revertejev roman El Club Dumas vsebuje prepletene zaplete, zato je Polanski napisal priredbo s svojim običajnim partnerjem Johnom Brownjohnom (Tess, Pirati in Grenki mesec). Izbrisali so literarne reference romana in podzgodbo o preiskavi Deana Corsa o izvirnem rokopisu poglavja Trije mušketirji in se osredotočili na Corsovo iskanje verodostojne kopije Devetih vrat.
Polanski se je teme lotil skeptično in dejal: "Ne verjamem v okultno. Ne verjamem. Pika." Kljub temu je užival v žanru. "V Devetih vratih je veliko tovrstnih klišejev, ki sem jih poskušal nekoliko obrniti. Na površju se lahko zdijo resni, vendar si ne morete kaj, da se jim ne bi smejali." Privlačnost filma je bila v tem, da je v njem "skrivnost, v kateri je knjiga vodilni lik", in njene gravure, "ki so tudi bistveni namigi".
Pri branju El Club Dumas si je Polanski kot "Deana Corsa" predstavljal Johnnyja Deppa, ki se je produkciji pridružil že leta 1997, ko se je s Polanskim spoznal na filmskem festivalu v Cannesu, medtem ko je promoviral film The Brave. Sprva si Deppa ni zamislil prav kot "Corsa", ker je bil lik star štirideset let (Depp je takrat imel le 34 let). Zamislil si je starejšega igralca, vendar je Depp vztrajal; želel je sodelovati z Romanom Polanskim.
Filmski tisk je v času severnoameriške izdaje filma poročal o ustvarjalnih trenjih med Deppom in Polanskim. Depp je dejal: "Naloga režiserja je, da iz igralca stisne, spodbudi stvari". Polanski je o Deppu dejal: "Odločil se je, da bo igral dokaj prazno, kar si nisem zamislil; in nisem mu rekel, da ni tako, kot sem si zamislil."
Polanski je zaigral Franka Langella kot Borisa Balkana na podlagi njegovega nastopa kot Clare Quilty v Loliti (1997). Barbara Jefford je v zadnjem trenutku zamenjala nemško igralko, ki je bila prvotna vloga baronice Fride Kessler, ki je zbolela za pljučnico; v le nekaj dneh se je Barbara Jefford naučila svoj del, ki ga je odigrala z nemškim naglasom. Depp je med snemanjem spoznal svojo dolgoletno partnerico Vanesso Paradis.

### Snemanje
Deveta vrata so bila posneta v Franciji, na Portugalskem in v Španiji poleti 1998. Izbrane pomembne stavbe v filmu so:
- Chalet Biester, Sintra, Portugalska (kot dvorec zbiralca knjig Victorja Fargasa)
- Château de Ferrières, Seine-et-Marne, Francija (kot dvorec v lasti Liane Telfer)
- Château de Puivert, Aude, Francija (grad, viden v zaključnih prizorih filma)
- Calle Buzones v Toledu, Španija (cesta s knjigarno bratov Ceniza) [9]

## Filmska glasba
Filmsko glasbo za Deveta vrata je skladal Wojciech Kilar, ki je prej sodeloval s Polanskim pri filmu Deklica in smrt (1994). Glavna melodija filma je zasnovana na Havanaiseu, za violino in orkester, Camilla Saint-Saënsa; nekaj skladb ima vokalizacijo (natančneje melodično arijo) korejske sopranistke Sumi Jo. Filmski album je bil izdan 16. novembra 1999 pri založbi Silva Screen.

## Izdaja

### Bruto dohodek
Premiera Devetih vrat je bila v San Sebastianu v Španiji 25. avgusta 1999; v Severni Ameriki je med vikendom 10. marca 2000 nastopil v 1.586 kinodvoranah in zaslužil 6,6 milijona dolarjev bruto dohodka in skupaj 18,6 milijona dolarjev. Po vsem svetu je v primerjavi s proizvodnim proračunom v višini 38 milijonov zaslužil 58,4 milijona dolarjev.

### Kritični odziv
Spletna stran Rotten Tomatoes je na podlagi ocen 90 kritikov film ocenila s 43% odobritvijo s povprečno oceno 4,99/10. Skupno mnenje se glasi: "Čeprav je film eleganten in atmosferski, kritiki pravijo, da brezciljno vijuga in je pogosto absurden." Na Metacriticu ima oceno 44 od 100 na podlagi ocen 30 kritikov, ki označujejo "mešane ali povprečne ocene". Občinstvo, ki ga je anketiral CinemaScore, je filmu dalo oceno D- na lestvici od A do F.
Roger Ebert je dejal, da je konec nejasen, "čeprav na koncu nisem hrepenel po spektakularnih posebnih učinkih, sem si pa želel spektakularnih informacij — nekaj čudovitega, ne le bledega". V svoji oceni za The New York Times je Elvis Mitchell dejal, da je film "približno tako strašen kot lutkovna uprizoritev Čarovnice iz Blaira in niti približno tako smešna".
V reviji Sight and Sound je Phillip Strick dejal, da mu film "ob prvem ogledu ni bil posebej všeč — deloma zato, ker Johnny Depp v ponarejenih sivih templjih nekoliko preveč natančno pooseblja odvratnega Corsa iz knjige — film je zapleteno dobro narejen, zasluži drugo priložnost, kljub njegovemu razpadu, in sčasoma bo nedvomno pridobil svoj krog heretičnih navdušencev".